# Hugh Caperton
Hugh Caperton (* 17. April 1781 im Greenbrier County, Virginia; † 9. Februar 1847 im Monroe County, Virginia) war ein US-amerikanischer Politiker. Zwischen 1813 und 1815 vertrat er den Bundesstaat Virginia im US-Repräsentantenhaus.

## Werdegang
Hugh Caperton wurde im heutigen West Virginia geboren. Über seine Jugend und Schulausbildung ist nichts überliefert. Er betätigte sich als Pflanzer sowie im Handel. Im Jahr 1805 war er Sheriff im Monroe County. Politisch schloss er sich der Föderalistischen Partei an. Zwischen 1810 und 1813 saß er im Abgeordnetenhaus von Virginia. Bei den Kongresswahlen des Jahres 1812 wurde Caperton im siebten Wahlbezirk von Virginia in das US-Repräsentantenhaus in Washington, D.C. gewählt, wo er am 4. März 1813 die Nachfolge von Joseph Lewis antrat. Bis zum 3. März 1815 konnte er eine Legislaturperiode im Kongress absolvieren. Diese war von den Ereignissen des Britisch-Amerikanischen Krieges geprägt.
Nach dem Ende seiner Zeit im US-Repräsentantenhaus arbeitete Hugh Caperton wieder in der Landwirtschaft und im Handel. Zwischen 1826 und 1830 war er nochmals Abgeordneter im Staatsparlament von Virginia. Er starb am 9. Februar 1847 auf seinem Anwesen Elmwood im Monroe County. Sein Sohn Allen (1810–1876) wurde US-Senator für West Virginia.